# Philipp Kühn
Philipp Kühn (Beckum, 1992. szeptember 2. –) német labdarúgó, az SV Sandhausen kapusa.